# Rio Jikawo
O rio Jikawo é um curso de água do sudoeste da Etiópia e do Sudão do Sul. É afluente do rio Baro a que se junta nas coordenadas geográficas de 8° 22' N 33° 46' E. No seu percurso inferior, forma parte da fronteira Etiópia-Sudão do Sul.